# Palaeosynthemis gracilenta
Palaeosynthemis gracilenta – gatunek ważki z rodziny Synthemistidae.